# Wolfgang Böhmer (Politiker, 1951)
Wolfgang Böhmer (* 9. September 1951 in Admont) ist ein österreichischer Politiker (SPÖ) und Hauptschullehrer. Böhmer war von 2000 bis November 2014 Abgeordneter zum Landtag Steiermark.
Böhmer besuchte nach der Volksschule die Hauptschule und absolvierte in der Folge eine Ausbildung zum Lehrer. Im Zuge seiner Lehrertätigkeit übersiedelte er nach Hartberg, wo er als Hauptschullehrer in den Gegenständen Deutsch, Biologie und Geografie unterrichtet. 
Politisch war Böhmer ab 2000 als Vizebürgermeister der Stadt Hartberg aktiv, wobei ihm die Ressorts Kultur, Jugend, Sport und Bildung unterstanden. Zudem war Böhmer in Hartberg auch Tourismusobmann und vertrat die SPÖ vom Herbst 2000 bis November 2014 im Landtag Steiermark. Er hatte dort die Funktion des Umweltsprechers des SPÖ-Landtagsklubs inne und war SPÖ-Bezirksvorsitzender von Hartberg. Im Februar 2017 trat Böhmer als Vizebürgermeister von Hartberg zurück, nachdem die Koalition mit der ÖVP aufgelöst wurde. Für seine langjährigen Verdienste um die Sozialdemokratie bekam Böhmer 2019 die Victor-Adler-Plakette überreicht.